# 刘麒祥
刘麒祥，湖南湘乡人，是一名清朝政治人物。
刘麒祥曾接替吕海寰任苏松道道员一职，1897年由蔡钧接任。